# Mame Biram Diouf
Pour les articles homonymes, voir Diouf.
Mame Biram Diouf, né le 16 décembre 1987 à Dakar, est un footballeur international sénégalais qui évolue au poste d'attaquant à Göztepe SK.

## Biographie

### Formation en Norvège
Né à Dakar (Sénégal), Mame Biram Diouf commence à jouer au football à l'ASC Diaraf. En janvier 2007, il rejoint le club norvégien de Molde FK. Apparu à 86 reprises toutes compétitions confondues jusqu'à sa signature à Manchester, il marque 45 buts.

### Manchester United
En juillet 2009, Mame Biram Diouf devient le premier joueur sénégalais à rejoindre Manchester United. Il termine la saison norvégienne dans son club d'origine sous forme de prêt avant de rejoindre l'effectif des Red Devils en janvier 2010. Le 9 janvier, il participe à son premier match avec Manchester lors d'un match de championnat face à Birmingham City (1-1).
Peu utilisé par Alex Ferguson, Diouf est prêté en août 2010 à Blackburn Rovers pour la saison 2010-2011. Il prend part à 31 rencontres et marque 6 buts toutes compétitions confondues avant de réintégrer l'effectif mancunien durant l'été 2011.

### Hanovre 96

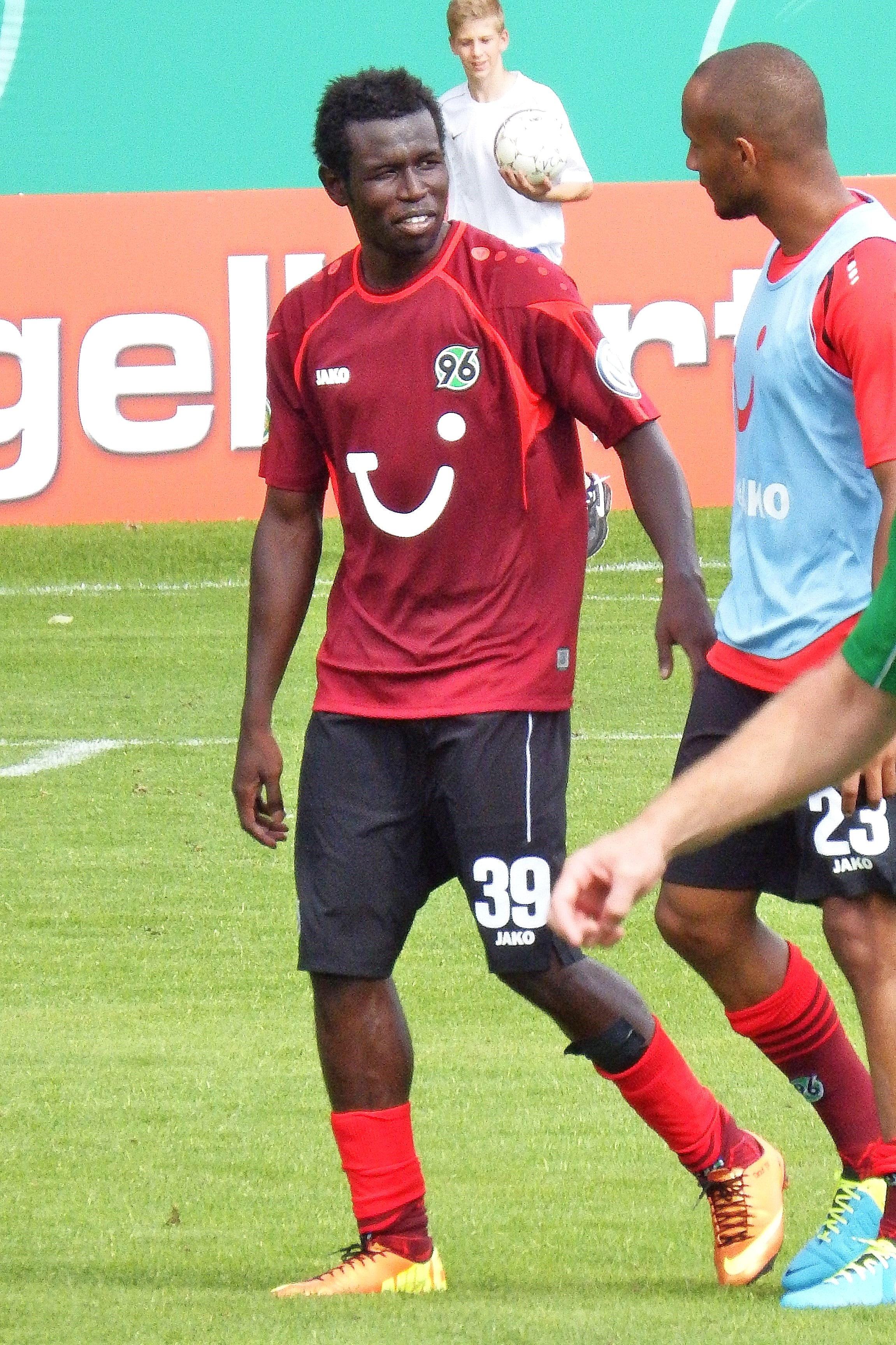
Diouf avec Hanovre 96 en 2013

Le 28 janvier 2012, il signe un contrat de deux ans et demie en faveur du club allemand de Hanovre 96.
Le 5 février suivant, il participe à son premier match de Bundesliga en entrant après la mi-temps lors de la rencontre comptant pour la 20e journée face au Hertha Berlin (victoire 0-1). Le 19 février, Diouf marque son premier but avec Hanovre lors de la rencontre face au VfB Stuttgart (victoire 4-2).
Après avoir enchaîné les buts et les bonnes performances durant deux mois et demi (15 matchs et 10 buts toutes compétitions confondues), l'attaquant sénégalais est victime d'une rupture d'un ligament de la cheville le 11 avril lors du match comptant pour la 30e journée de Bundesliga face au VfL Wolfsburg. Cette blessure met fin prématurément à sa saison. Diouf fait son retour sur les terrains le 26 septembre 2012 en entrant en fin de rencontre lors de la 5e journée de Bundesliga face au FC Nuremberg (victoire 4-1).
En deux saisons et demie à Hanovre, Diouf inscrit 35 buts en 71 matchs toutes compétitions confondues.

### Stoke City
Le 11 juin 2014, il retrouve la Premier League en signant un contrat de quatre ans avec Stoke City. Le 30 août 2014, lors de la 3e journée de Premier League, il marque son premier but pour les Potters, permettant ainsi à Stoke City de s'imposer pour la première fois de son histoire à Manchester City (victoire 1-0). 

### En sélection
Diouf honore sa première sélection avec la sélection sénégalaise le 12 août 2009 lors du match amical face à la République démocratique du Congo (victoire 2-1) à Blois en France. Il marque son premier but en sélection à l'occasion du match face au Cap-Vert (1-0) le 11 août 2010.

## Statistiques
| Saison    | Club              | Pays           | Championnat         | Coupes nationales | Coupes d’Europe        | Sélection Sénégal |
| --------- | ----------------- | -------------- | ------------------- | ----------------- | ---------------------- | ----------------- |
| 2007      | Molde FK          | Tippeligaen    | 22 matchs / 10 buts | -                 | -                      | -                 |
| 2008      | Molde FK          | Tippeligaen    | 23 matchs / 7 buts  | 5 matchs / 4 buts | -                      | -                 |
| 2009      | Molde FK          | Tippeligaen    | 29 matchs / 16 buts | 7 matchs / 8 buts | -                      | 3 matchs          |
| 2009-2010 | Manchester United | Premier League | 5 matchs / 1 but    | 1 match           | -                      | 2 matchs          |
| 2010-2011 | Blackburn Rovers  | Premier League | 28 matchs / 3 buts  | 3 matchs / 3 buts | -                      | 5 matchs / 1 but  |
| 2011-2012 | Manchester United | Premier League | -                   | 3 matchs          | -                      | 3 matchs / 1 but  |
| 2011-2012 | Hanovre 96        | Bundesliga     | 10 matchs / 6 buts  | -                 | 5 matchs / 4 buts (C3) | 3 matchs          |
| 2012-2013 | Hanovre 96        | Bundesliga     | 28 matchs / 12 buts | 2 matchs / 2 buts | 6 matchs / 3 buts (C3) | -                 |
| 2013-2014 | Hanovre 96        | Bundesliga     | 19 matchs / 8 buts  | 1 match           | -                      | 2 matchs          |
| 2014-2015 | Stoke City        | Premier League | 34 matchs / 12 buts | 4 matchs / 1 but  | -                      | 9 matchs / 3 buts |
| 2015-2016 | Stoke City        | Premier League | 26 matchs / 5 buts  | 4 match           | -                      | 5 match / 2 buts  |
| 2016-2017 | Stoke City        | Premier League | 27 matchs / 1 buts  | 2 match           | -                      | 9 match / 2 buts  |
| 2017-2018 | Stoke City        | Premier League | 35 matchs / 6 buts  | 2 match           | -                      | 7 match / 0 but   |
| 2018-2019 | Stoke City        | Premier League | 14 matchs / 2 buts  | 4 match / 2 buts  | -                      | -                 |
| 2019-2020 | Stoke City        | Premier League | 8 matchs / 1 but    | 3 match / 1 but   | -                      | -                 |
| 2020-2021 | Hatayspor         | Süper Lig      | 38 matchs / 19 buts | -                 | -                      | -                 |
| 2021-2022 | Hatayspor         | Süper Lig      | 35 matchs / 12 buts | 2 match           | -                      | -                 |
| 2022-2023 | Konyaspor         | Süper Lig      | 22 matchs / 9 but   | 1 match / 1 but   | -                      | -                 |

Dernière mise à jour le 24 avril 2023

## Palmarès
Manchester United Football Club
- Coupe de la Ligue anglaise de football

Vainqueur en 2010